# Liébana
Liébana è una comarca ad ovest della regione autonoma della Cantabria nel nord della Spagna.

## Geografia

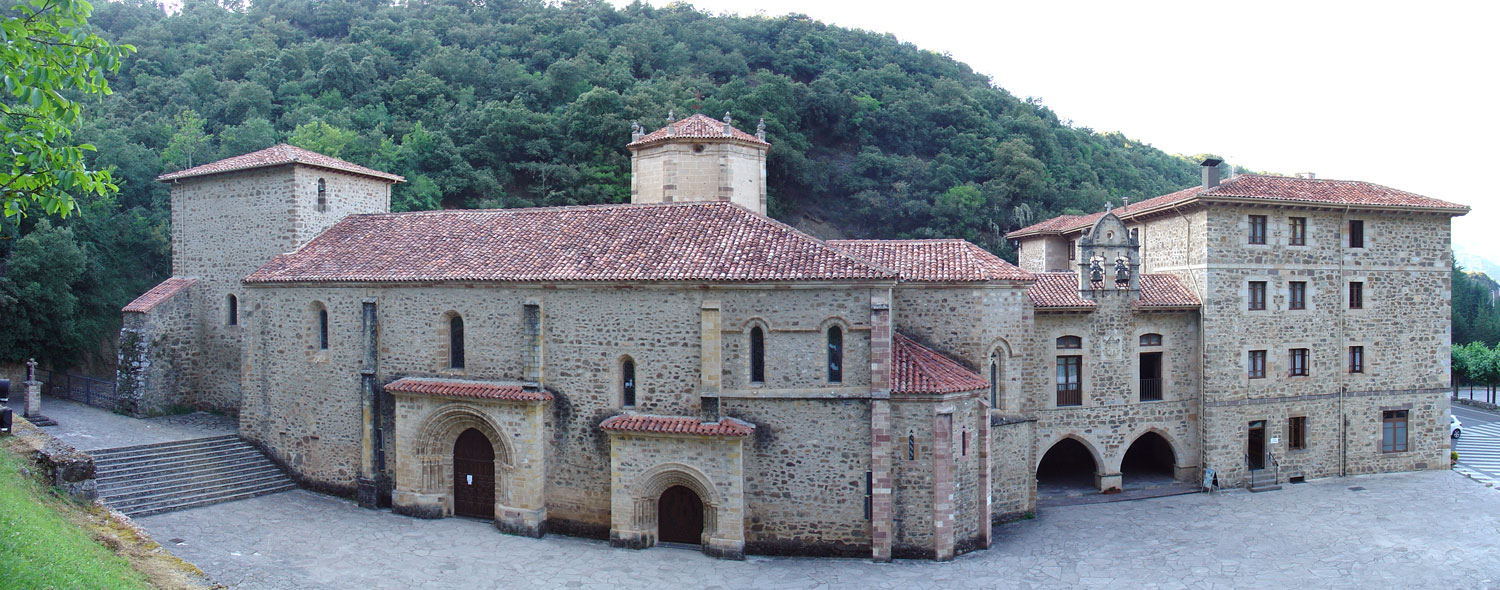
Monastero di Santo Toribio de Liébana

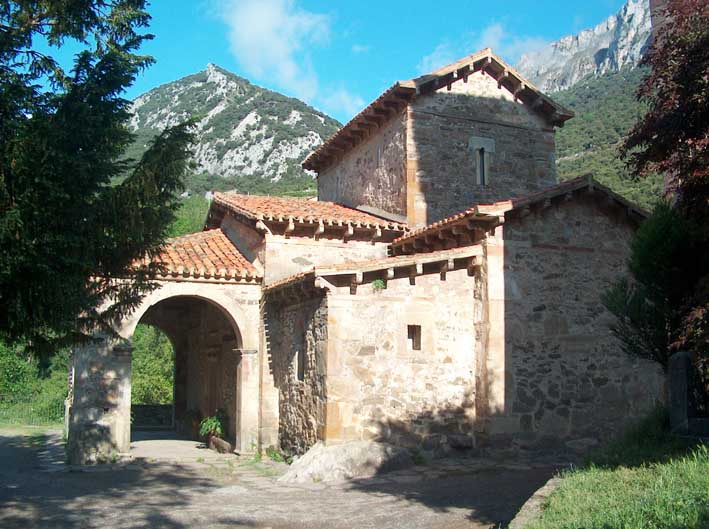
Chiesa di Santa María de Lebeña.

### Territorio
La comarca di Liébana si estende su circa 570 km² e confina con le Asturie, con la provincia di León e Palencia. A Liébana appartengono i comuni (municipios) di :
| Comune               | Abitanti  | Superficie | Densità abitativa | Altezza s.l.m. |
| -------------------- | --------- | ---------- | ----------------- | -------------- |
| Cabezón de Liébana   | 628       | 81,43      | 7,71              | 363            |
| Camaleño             | 1.001     | 161,10     | 6,21              | 410            |
| Cillorigo de Liébana | 1.345     | 104,52     | 12,87             | 259            |
| Pesaguero            | 326       | 69,99      | 4,66              | 598            |
| Potes                | 1.421     | 7,64       | 185,99            | 291            |
| Tresviso             | 69        | 16,23      | 4,25              | 848            |
| Vega de Liébana      | 805       | 133,21     | 6,04              | 467            |
| Liébana              | 5.595 ab. | 574,12 km² | 9,75 ab/km²       |                |

che a loro volta consistono in una molteplicità di località – solo il comune di Camaleño conta più di 30, tra frazioni e casali; d'altra parte il comune di Tresviso consiste in un unico centro abitato con circa 70 abitanti.
Liébana è una regione montana, che è nota per le numerose valli (Valdebaró, Cereceda, Piedrasluengas e Cillorigo), che confluiscono in un centro presso Potes. I corsi d'acqua principali sono il Deva, il Río Quiviesa e il Río Bullón.
I pendii consistono in calcare con carbone; in queste valli sono state trovate ardesia e arenaria.

### Clima
Nei tratti stretti delle valli domina, al contrario delle altre zone della Cantabria, dove vige un clima atlantico, un microclima mediterraneo. Le temperature medie (massime e minime) ammontano rispettivamente a 28  e 8 °C. Anche la piovosità media è inferiore a quella della Cantabria (800 mm anni contro 1.000 - 1.200 mm).
La zona ha dato origine, sui suoi alti pendii di ardesia e nella profondità delle sue valli, una sorprendente molteplicità floreale – in particolare vi si trovano molti tipi di quercia, quali lecci, sugheri e farnie.

## Economia
L'economia della Liébana si è sviluppata, da quella agricola dei passati secoli, a quella dell'agriturismo.
Il Parco nazionale dei Picos de Europa e la natura quasi incontaminata sono le attrattive principali. Questo positivo sviluppo si mostra in primo luogo, a Potes, capoluogo della Liébana.
Qui la popolazione aumenta e l'emigrazione interna come l'aumento dell'età media sono stati per ora fermati, cosa che non è per altre zone. Liébana‘ è anche il nome di un vino locale (vino de la tierra).

## Luoghi d'interesse
La regione è eccellente per le escursioni. Di importanza storica e culturale sono il medievale monastero di Santo Toribio de Liébana e la preromanico-mozarabica chiesa di Santa María de Lebeña. Il centro di Potes è classificato Conjunto histórico-artístico, cioè un complesso di edifici considerati patrimonio nazionale per il loro valore storico-culturale.